# Monte Mitchell

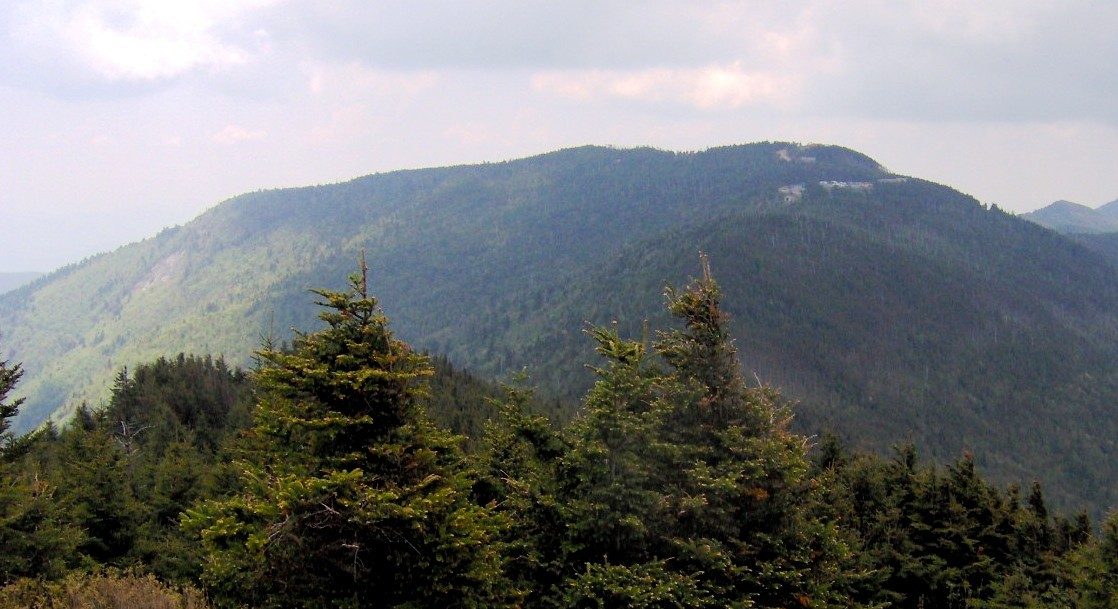
Cima del monte Mitchell.

El monte Mitchell es el pico más alto de las montañas de los Apalaches y el pico más alto en el este de Estados Unidos, midiendo 2.037 m s. n. m. Fue el punto más alto de cualquier estado de los Estados Unidos hasta que Texas se unió a la Unión en 1845. El punto más alto más cercano al este de las Montañas Rocosas es Harney Peak en las Colinas Negras de Dakota del Sur. El monte Mitchell se encuentra cerca de Burnsville (Carolina del Norte) en el condado de Yancey, Carolina del Norte, y a unas 32 millas (51 km) al noreste de Asheville. Está protegido dentro del Monte Mitchell State Park y rodeado por el Bosque nacional Pisgah.